# Svartlärka
Svartlärka (Melanocorypha yeltoniensis) är en fågel i familjen lärkor i ordningen tättingar. Den häckar i stäpplandskap i sydöstra Ryssland och Kazakstan. Den är en kortflyttare som vintertid rör sig något väster- och söderut. I Sverige är den en mycket sällsynt gäst och har här anträffats endast en gång. Ovanligt för lärkor har honan och hanen helt skilda dräkter. Arten minskar i antal i takt med att stäpplandskapet den lever i omvandlas till jordbruksmark, i Europa så pass kraftigt att den numera är närapå utgången som häckfågel. Globalt anses beståndet ändå fortfarande vara livskraftigt.

## Fältkännetecken

### Utseende

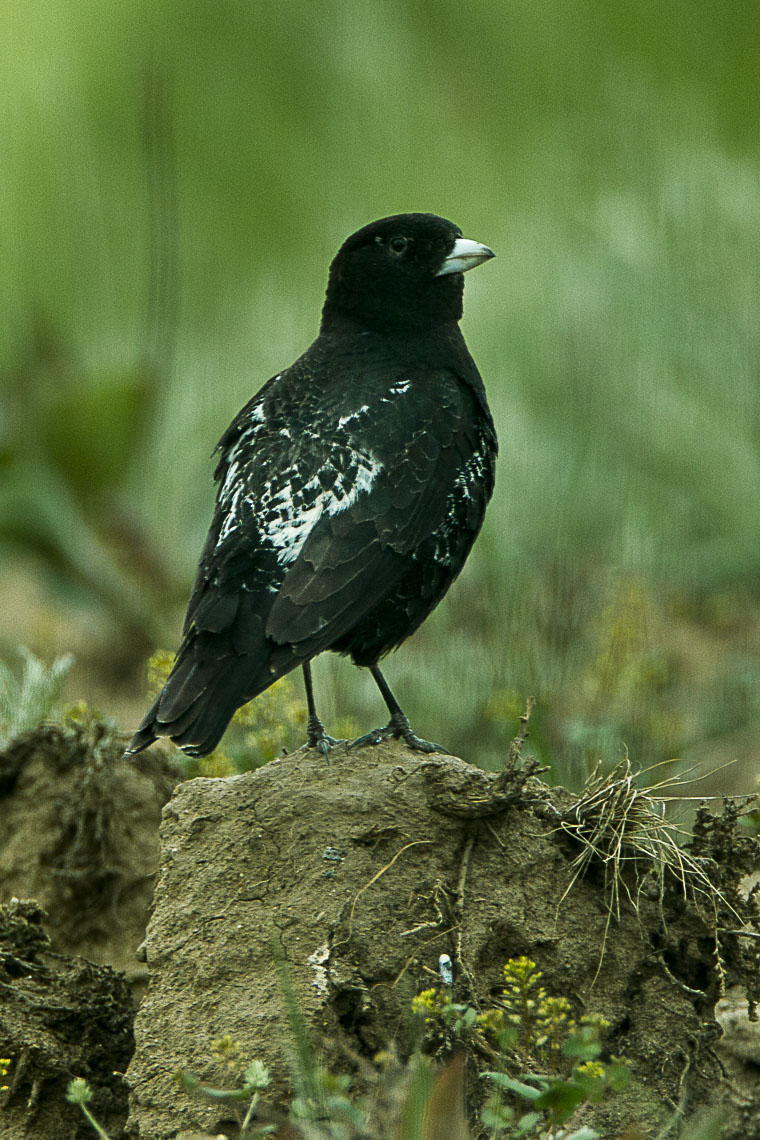
Hane svartlärka.

Svartlärkan är en relativt stor lärka (18–20,5 cm) där könen är väldigt olikt tecknade. Hanen är helt omisskännlig och unik bland lärkorna med sin helt svarta dräkt och grova benvita näbb. I höstdräkt har den ljusa fjäderbräm som nöts av till våren. 
Honan är brungrå och fläckad. Vissa är rätt lika kalanderlärka (Melanocorypha calandra) med en större och mörkare bröstfläck. Benen är dock mörka, ingen vit vingbakkant och undre vingtäckare nästan svarta.

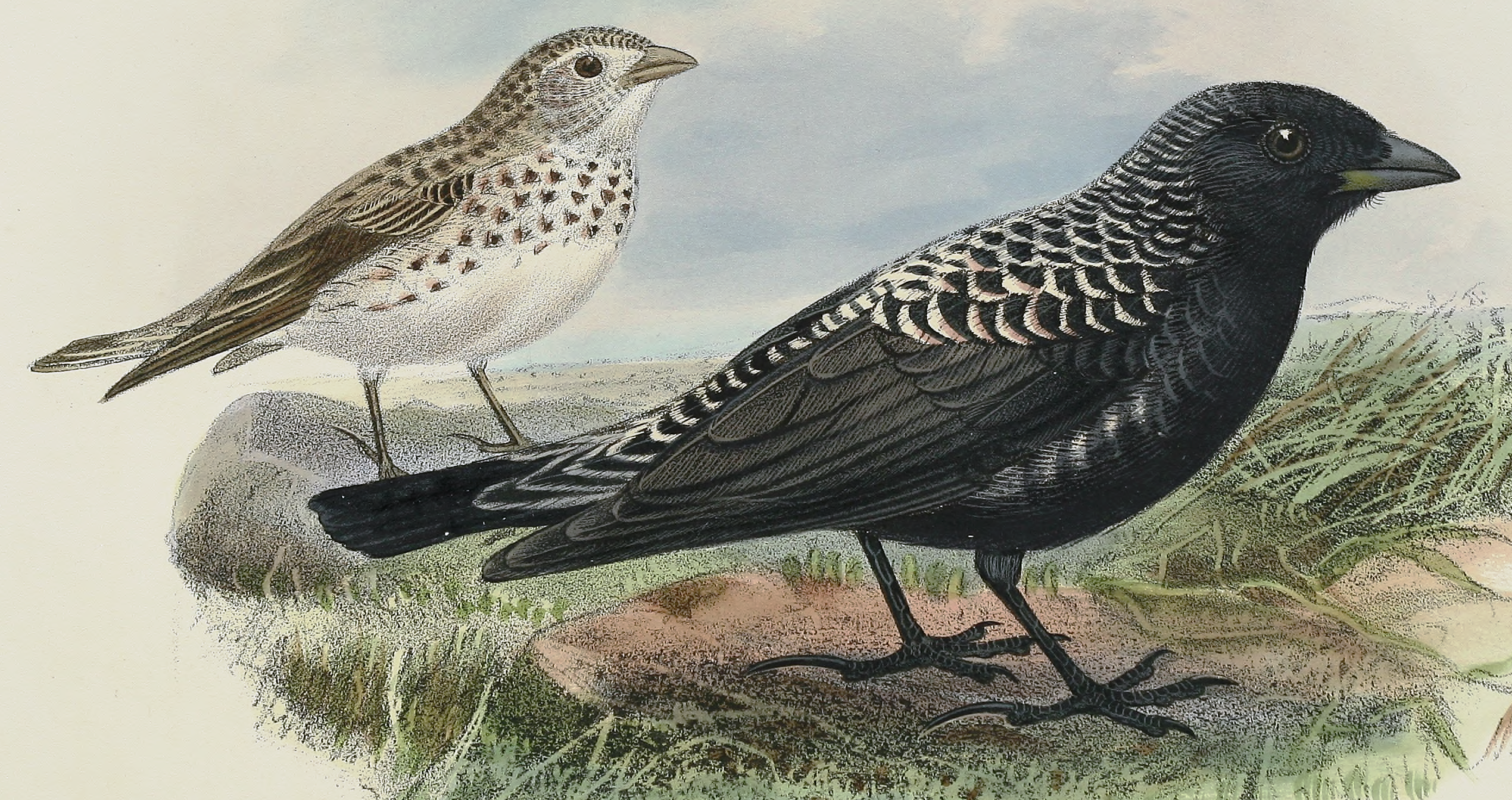
Hona och hane svartlärka illustrerad i Henry Eeles Dressers A history of the birds of Europe 1871-1881.

### Läten
Svartlärkans sång är lik sånglärkans, men ljusare och frenetiskt kvittrig, nästan som grälande ungstarar. Mjuka, jamande och vädjande toner förs även in i sången. Hanen utför sångflykt då och då med vingslag i slow motion som kalanderlärka. Spelflykt utförs med stela, högt lyfta vingar på låg höjd, varefter den landar vid honan med rest stjärt, sänkta vingar och sänkt hals.

## Utbredning
Svartlärkan häckar i sydvästra Ryssland och norra Kazakstan från alldeles väster om Volgafloden österut till Zajsansjön och söderut till Kaspiska havets norra strand, Aralsjön och precis norr om Balkasjsjön. Vintertid flyttar den till Svarta havsregionen, Kaukasus, norra Iran, Uzbekistan, Turkmenistan och södra Kazakstan.

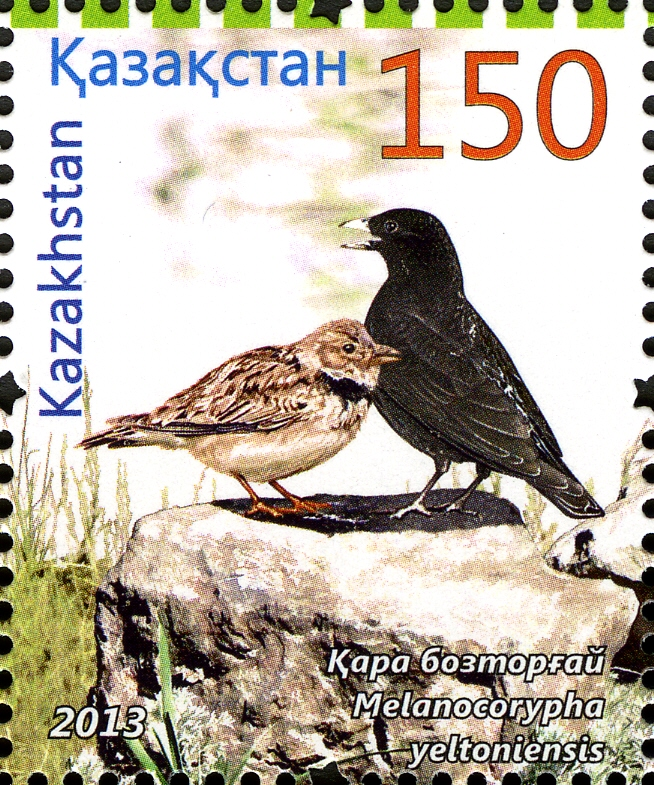
Ett kazakiskt frimärke från 2013 med svartlärka.

I Sverige har svartlärkan påträffats en enda gång, 6–7/5 1993 vid Mossensgård i Bofasterud, Värmland. I övriga Västeuropa  har den setts i endast en handfull länder, bland annat Finland, Tyskland, Italien, Grekland och Storbritannien.

## Taxonomi och systematik
Svartlärkan beskrevs Johann Reinhold Forster 1768 som Alauda yeltoniensis. Genetiska studier visar att svartlärkan är systerart till de båda asiatiska lärkorna tibetlärka (Melanocorypha maxima) och mongollärka (Melanocorypha mongolica). Den behandlas som monotypisk, det vill säga att den inte delas in i några underarter.

## Ekologi
Svartlärkan återfinns i stäpplandskap med malörtsväxter, fjädergräs och svinglar, helst med utspridda buskar och ofta i fuktiga områden. Den hittas också i partier med sådan habitat insprängt i salin halvöken.

### Häckning

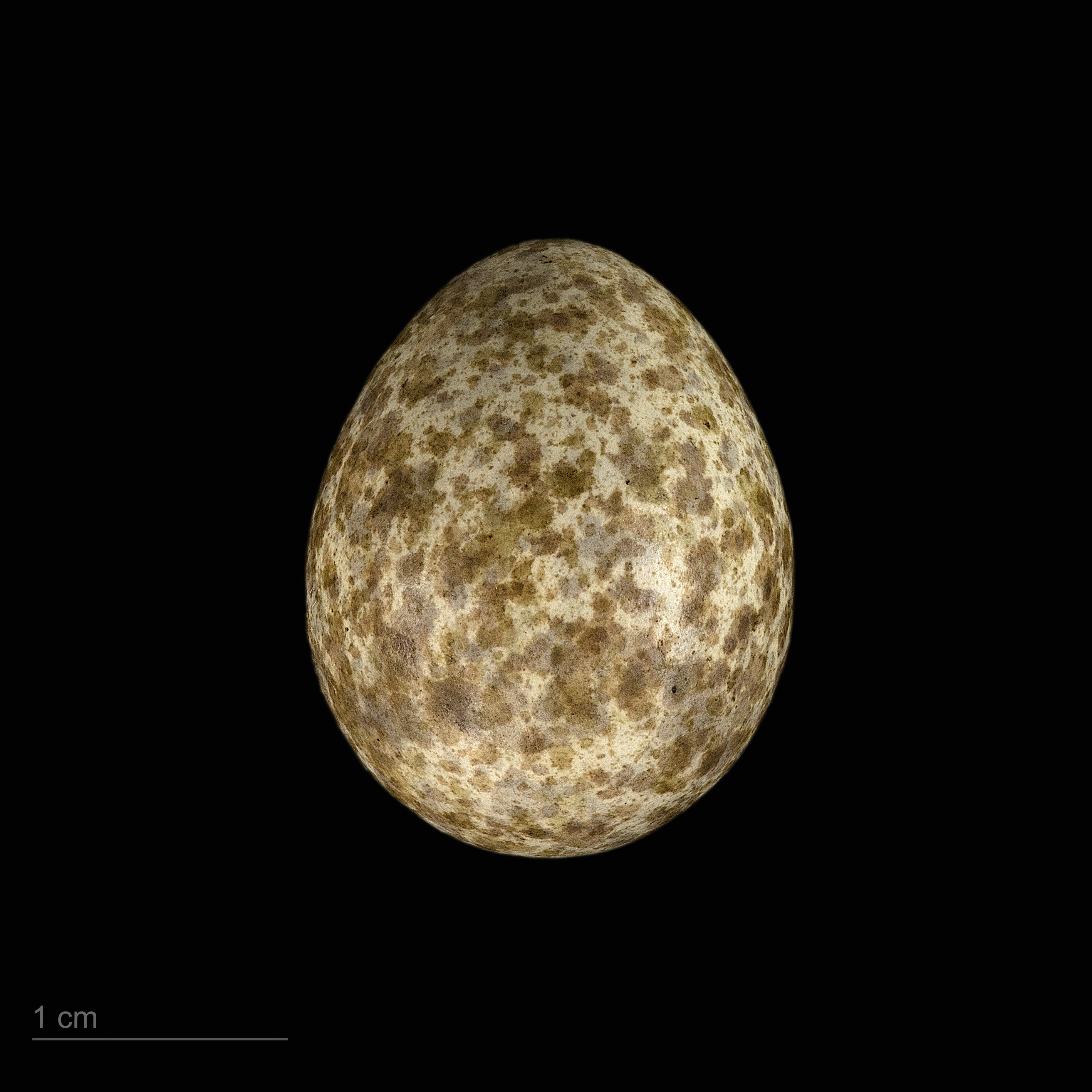
Melanocorypha yeltoniensis

Svartlärkan häckar från slutet av mars till augusti, men börjar en månad senare i norr än i söder. Honan bygger boet i en sänka i marken, en skål av malört eller gräs fodrat med finare gräs. Hon lägger oftast fyra till fem ägg, men allt mellan två och åtta ägg har noterats.

### Föda
Svartlärkan lever huvudsakligen av frön och invertebrater. Uppgifter varierar huruvida den äter mest frön eller animalisk föda under sommaren. Vintertid lever den dock enbart av frön som den gräver efter i snön.

## Status och hot
Arten har ett stort utbredningsområde och en stor population, men tros minska i antal, dock inte tillräckligt kraftigt för att den ska betraktas som hotad. IUCN kategoriserar därför arten som livskraftig (LC). Världspopulationen har inte uppskattats, men det tros häcka hundratusentals om inte miljoner par i centrala Kazakstan. I Europa häckar troligen endast 50–100 par.
Beståndet tros ha minskat till följd av omvandling av dess stäppmiljö till jordbruks- och betesmark. Det europeiska beståndet minskade med 20–50 % 1970–1990, med över 50 % 1990–2000 och med hela 99 % sedan år 2000. i Volgogradregionen i Ryssland och västra Kazakstan har arten minskat stadigt från mitten av 1960-talet till 2000. Eftersökningar på våren i området Uzen Limans i västra Kazakstan har visat att arten minskat med mer än 99 % 1985–1995. I delar av Qostanajregionen i norra Kazakstan, där den tidigare var vida spridd, har den blivit allt ovanligare och 2005 sågs större antal enbart i två områden. I andra delar av nordöstra Kazakstan var arten dock relativt vanlig 2005, framför allt i mer högvuxen stäpp.

## Namn
Fågeln har på svenska även kallats svart lärka. Det vetenskapliga artnamnet syftar på Eltonsjön, en saltsjö i ryska Volgograd oblast på gränsen till Kazakstan.

### Trycka källor
- Mullarney, K. Svensson, L. Zetterström, D. (1999). Fågelguiden, Europas och medelhavsområdets fåglar i fält. (första upplagan). Stockholm: Albert Bonniers förlag. sid. 150-151. ISBN 91-34-51038-9